# مجزرة عائلة شحادة (14 ديسمبر 2023)
مجزرة عائلة شحادة (14 ديسمبر 2023) هي مجزرة ارتكبها سلاح جوّ الإحتلال الإسرائيلي صباح يوم الخميس الموافق 14 كانون الأول/ ديسمبر 2023. استهدفت هذه الغارة منزل سكني في حي البرازيل بمدينة رفح تجمّع فيه أفراد العائلة وعدد من النازحين من مناطق الشمال، هذه المجزرة من ضمن عدة مجازر وقعت خلال عملية طوفان الأقصى. تسبّبت هذه المجزرة الإسرائيليّة والتي استهدفت منزل نزح إليه سكان من منطقة شمال قطاع غزة إلى استشهاد أكثر من 18 شهيدًا.

## خلفية الحدث
في ساعاتِ الصباح الأولى من يوم السابع من أكتوبر 2023 أطلقت حركة المقاومة الإسلامية حماس عبر ذراعها العسكري كتائب الشهيد عز الدين القسام عملية طوفان الأقصى وذلك ردًا على الاعتداءات الإسرائيلية وتدنيس الأقصى والاستمرار في الاستيطان، كما أكّد على ذلك محمد الضيف القائد العام للقسّام والذي أعطى إشارة انطلاق العمليّة التي شهدت اقتحامًا من المقاومين لمستوطنات غلاف غزة ونجحوا في قتلِ عدد كبيرٍ من الجنود الإسرائيلين، وأسر عشرات آخرين كما استطاعوا خلال ساعات قطع عشرات الكيلومترات ووصلوا لمستوطنات أبعد من تلك المحيطة والقريبة من قطاع غزة.
الرد الإسرائيلي على هذه العمليّة جاء من خلال شنّ سلاح الجو الإسرائيلي عشرات الغارات العشوائيّة على القطاع متسبّبة في مقتل عشرات المدنيين وتدمير البنية التحتية لمدن القطاع، ليصل حد فرض إغلاق شامل وقطع متعمد لكل الخدمات من ماء وكهرباء وغاز، وهو ما هدَّد حياة أكثر من مليونَي فلسطيني يعيشُ داخل القطاع الذي يُعاني أصلًا من تبعات الحصار الخانق عليهم منذ ستة عشر عاماً.
وفي مساء يوم 27 أكتوبر/تشرين الأول، أعلن جيش الاحتلال الإسرائيلي بدء الهجوم بري على قطاع غزة من خلال بدء التوغل في بلدة بيت حانون ومخيم البريج. حدث الهجوم وسط سلسلة من الغارات الجوية الإسرائيلية واسعة النطاق التي أدت إلى قطع الاتصالات المتنقلة والوصول إلى الإنترنت في غزة.
وبتاريخ 24 نوفمبر 2023 تم وقف إطلاق النار بين المقاومة الفلسطينية وإسرائيل، وهو وقف إطلاق نار مؤقت جرى في الحرب الدائرة بين فصائل المقاومة الفلسطينية في غزة وإسرائيل. وبتاريخ 2 ديسمبر انتهت الهدنة، وخلال ساعات إنتهاء الهدنة الأولى قام سلاح الطيران الإسرائيلي بشن هجمات صاروخية مكثفة على كافة أنحاء القطاع مع التركيز على المنطقة الجنوبية لقطاع غزة.

## الضحايا
كان من ضحايا هذه المجزرة، أفراد من عائلة شحادة، ونازحون من شمال قطاع غزة.
1. سلامة محمد إبراهيم الحداد
2. يوسف عبدالرحمن محمد نصر
3. محمود أحمد حمودة ابو طه
4. يوسف علي حسن نسمان
5. حسن شحادة حسن نسمان
6. أمية محمد أمين نسمان
7. ميسرة عوض الله الحداد
8. حمدي محمد خليل أبو دف
9. فاطمة شحادة حسن نسمان
10. علا عاطف محمد نسمان
11. كريم محمد حمد الدرة
12. هاني سلامة محمد الحداد
13. هند شحادة حسن نسمان
14. عمر أحمد حمودة أبو طه
15. يقين أحمد محمود أبو طه
16. دانا محمد حسن نسمان
17. أروي أحمد حسن نسمان
18. زينب أحمد شحادة